# Bechyně (nádraží)
Bechyně je železniční stanice ve východní části města Bechyně v okrese Tábor v Jihočeském kraji nedaleko řeky Lužnice. Leží na jednokolejné elektrizkované trati Tábor–Bechyně (1500 V DC). Ve městě se dále poblíž původního nádraží nachází železniční zastávka Bechyně zastávka.

## Historie
Původní železniční stanici, která se nacházela na opačném břehu řeky od centra města, vybudovala soukromá společnost Družstvo bechyňské dráhy v rámci výstavby tratě z Tábora, přes který od roku 1871 procházela trať společnosti Dráha císaře Františka Josefa (KFJB) na trase nově budovaného spojení Vídně a Prahy. Nádraží v Bechyni vzniklo jako koncová stanice, dle typizovaného stavebního vzoru. Elektrizovaná dráha se stala první svého druhu v Rakousku-Uhersku a ve střední Evropě vůbec, na jejím budování se významnou měrou podílel podnikatel a vynálezce František Křižík.
Roku 1928 byla po nově otevřeném bechyňském mostu železnice zprovozněna až do města, čímž se délka trati prodloužila z 23 na 24 kilometrů. Zpočátku se do Bechyně jezdilo přes staré nádraží úvraťově, ale od 15. května 1929 byl zprovozněn oblouk pro nový směr a část tratě ke starému nádraží byla změněna na vlečku, napojenou na vlastní trať směrem k Bechyni, a staré nádraží bylo změněno v nákladiště dřeva.

## Popis
Nachází se zde dvě nekrytá úrovňová nástupiště, která jsou přístupná pomocí úrovňových přechodů přes koleje. Ze stanice odbočují dvě vlečky do přilehlých průmyslových areálů (mimo provoz – stav k roku 2018).